# Alexandre Azaria
Alexandre Azaria (* 3. September 1967 in Paris, Frankreich) ist ein britisch-französischer Komponist und Musiker, der auch unter dem Künstlernamen Replicant bekannt ist.

## Leben
Nachdem Alexandre Azaria nach seiner Schulzeit beim französischen Radiosender Radio 7 angestellt war, war er als Gitarrist in mehreren Bands aktiv. So war er von 1998 bis 1992 im französischen Rockquintett Le Cri de la mouche als Leadgitarrist aktiv und veröffentlichte die beiden Alben Le Cri de la mouche (1989) und Insomnies (1991). Zwischen 1995 und 1997 war er Gitarrist in der französischen New-Wave-Rockgruppe „Indochine“ und nahm mit ihnen gemeinsam ihr siebtes Studioalbum Wax (1996) auf, das er auch zugleich co-produzierte. Wegen seiner häufiger Remixe von Kompositionen und gesungenen Liedern wählte er für sich selbst früh den Künstlernamen Replicant.
Nachdem Azaria 1998 erstmals für die französische Komödie Ein Fisch namens Ärger die Filmmusik komponierte, wurde der Schweizer Filmschaffende Vincent Perez auf ihn aufmerksam und engagierte ihn für seinen eigenen Film Peau d’ange – Engel weinen nicht. Da der US-amerikanische Filmkomponist Stanley Clarke für den Actionfilm The Transporter es nicht schaffte, die Filmmusik fertig zu komponieren, wurde Azaria engagiert, der anschließend die letzten 15 Minuten eigenständig komponierte. Seine Arbeit überzeugte den Produzenten Luc Besson derart, dass er von ihm für weitere Filmkompositionen wie Fanfan der Husar, Transporter – The Mission und Transporter 3 beauftragt wurde.

## Filmografie (Auswahl)
- 1999: Ein Fisch namens Ärger (Comme un poisson hors de l’eau)
- 2002: Peau d’ange – Engel weinen nicht (Peau d’ange)
- 2002: The Transporter (Le transporteur) (zusätzliche Musik für die finale Verfolgungsjagd)[1]
- 2003: Fanfan der Husar (Fanfan la tulipe)
- 2004: Die Daltons gegen Lucky Luke (Les Dalton)
- 2004: Im Spiegel des Bösen (À ton image)
- 2005: Transporter – The Mission (Le transporteur II)
- 2006: Asterix und die Wikinger (Astérix et les Vikings)
- 2006: Love and Other Disasters
- 2008: 15 ans et demi …
- 2008: Go Fast
- 2008: Secret défense
- 2008: Transporter 3
- 2009: Le missionnaire
- 2010: Imogène McCarthery
- 2011: Case départ
- 2011: Omar – Ein Justizskandal (Omar m’a tuer)
- 2012: Lockout
- 2013: Boule & Bill – Zwei Freunde Schnief und Schnuff (Boule et Bill – un film de wouf)
- 2021: Meine schrecklich verwöhnte Familie (Pourris gâtés)
- 2023: Assassin Club

## Diskografie (Auswahl)
Le cri de la mouche
- 1989: Le cri de la mouche
- 1991: Insomnies

Indochine
- 1996: Wax (auch Co-Produzent)